# Marcelino Ramos
Marcelino Ramos este un oraș în Rio Grande do Sul (RS), Brazilia.